# Lathroplex anthreni
Lathroplex anthreni là một loài tò vò trong họ Ichneumonidae.